# Patrick Ness
Pour les articles homonymes, voir Ness.
Œuvres principales
- Série Le Chaos en marche
- Quelques minutes après minuit

Patrick Ness, né le 17 octobre 1971 à Fort Belvoir en Virginie, est un romancier anglo-américain, spécialisé en science-fiction et littérature d'enfance et de jeunesse.

## Biographie
Patrick Ness fait des études de littérature anglaise aux États-Unis. Il part pour l'Angleterre et s'établit à Londres en 1999.
Il écrit des textes pour la radio, et des critiques littéraires pour The Guardian. Il a enseigné l'écriture créative à l'Université Oxford.
Il a pris la nationalité anglaise. Il a contracté une union civile avec son compagnon en 2004.
En 2022, il est sélectionné pour la quatrième année d'affilée (depuis 2019) pour le prestigieux prix suédois, le Prix commémoratif Astrid-Lindgren.

## Œuvres

### Série:Le Chaos en marche
1. La Voix du couteau, Gallimard Jeunesse, 2009 ((en) The Knife of Never Letting Go, 2008), trad. Bruno Krebs  (ISBN 978-2-07-061828-6)Réédition Gallimard, coll. « Folio SF » no 492, 2014 (ISBN 978-2-07-045941-4)
2. Le Cercle et la Flèche, Gallimard Jeunesse, 2010 ((en) The Ask and the Answer, 2009), trad. Bruno Krebs  (ISBN 978-2-07-061829-3)Réédition Gallimard, coll. « Folio SF » no 493, 2014 (ISBN 978-2-07-045942-1)
3. La Guerre du bruit, Gallimard Jeunesse, 2011 ((en) Monsters of Men, 2010), trad. Bruno Krebs  (ISBN 978-2-07-061830-9)Réédition Gallimard, coll. « Folio SF » no 494, 2014 (ISBN 978-2-07-045943-8)

### Romans indépendants
- (en) The Crash of Hennington, 2003
- Quelques minutes après minuit, Gallimard Jeunesse, 2012 ((en) A Monster Calls, 2011), trad. Bruno Krebs  (ISBN 978-2-07-064290-8)D'après une idée originale de Siobhan Dowd ; illustrations de Jim Kay
- Et plus encore, Gallimard Jeunesse, 2014 ((en) More Than This, 2013), trad. Bruno Krebs  (ISBN 978-2-07-066170-1)
- (en) The Crane Wife, 2013
- Nous autres simples mortels, Gallimard Jeunesse, 2016 ((en) The Rest of Us Just Live Here, 2015), trad. Bruno Krebs  (ISBN 978-2-07-507458-2)
- Libération, Gallimard Jeunesse, 2018 ((en) Release, 2017), trad. Bruno Krebs  (ISBN 978-2-07-508789-6)
- (en) And the Ocean Was Our Sky, 2018
- Burn, Pocket Jeunesse, 2020 ((en) Burn, 2020), trad. Eva Grynszpan  (ISBN 978-2-266-30576-1)

### Recueils de nouvelles
- (en) Topics About Which I Know Nothing, 2005

### Scénarios
- Quelques minutes après minuit (2016), écriture de l'adaptation cinématographique du roman
- Class (2016), création de la série et écriture des huit épisodes

## Prix et distinctions
- Prix James Tiptree, Jr. 2008 pour La Voix du couteau (The Knife of Never Letting Go)
- Finaliste Médaille Carnegie 2010[6] pour Le Cercle et la Flèche (The Ask and The Answer)
- Médaille Carnegie 2011 pour La Guerre du bruit (Monster of Men)
- Médaille Carnegie 2012 pour Quelques minutes après minuit (A Monster Calls)
- Prix Imaginales 2013 pour Quelques minutes après minuit
- Finaliste Médaille Carnegie 2015[6] pour Et plus encore (More Than This)
- Finaliste Médaille Carnegie 2016[7] pour Nous autres simples mortels (The Rest of Us Just Live Here)
- Finaliste Médaille Carnegie 2018[8] pour Libération (Release)
- Sélection pour le Prix commémoratif Astrid-Lindgren 2019-2022, durant quatre années d'affilée[5]